# Абераційний час
Абераційний час або світлове рішення — час, за який світло від даного небесного об'єкт доходить до спостерігача. Використовується для розрахунків орбіт планет та їхніх супутників, штучних супутників Землі тощо.
Розраховуєтся за рівнянням tА=ρ/c, де ρ — відстань до об'єкта, а c — швидкість світла. Часто для астрономічних розрахунків в межах Сонячної системи цю формули переписують в наступному вигляді, виражаючи tА в секундах, а ρ — в астрономічних одиницях:
tА = 499,04782 · ρ.